# Закрытый паевой инвестиционный фонд
Закрытый паевой инвестиционный фонд — это фонд, согласно принципам функционирования которого у управляющей компании нет обязательства выкупать инвестиционные паи, которые выпустила компания, по требованию инвестора, до истечения срока действия договора доверительного управления. Такой тип фонда подразумевает, что погасить пай можно только после окончания срока действия договора доверительного управления фондом. Помимо закрытых паевых инвестиционных фондов, существуют также открытые паевые инвестиционные фонды и интервальные паевые инвестиционные фонды.

## Описание
Первые закрытые паевые фонды появились в ноябре 2002 года, это стало результатом принятия в 2001 году закона «Об инвестиционных фондах». Первые закрытые инвестиционные фонды недвижимости были зарегистрированы в 2004 году. В августе 2008 года функционировало уже 430 таких фондов.
После экономического кризиса 2008 года, закрытые паевые инвестиционные фонды стали более прибыльными. По состоянию на 2013 год, свыше 80 % всех денег в российских фондах коллективных инвестиций находится в закрытых паевых инвестиционных фондах. По закрытым паевым инвестиционным фондам согласно законодательству нельзя публиковать информацию, поэтому нет данных о стоимости чистых активов или по объему привлеченных средств конкретного фонда.
Закрытые паевые инвестиционные фонды — это инструмент финансового рынка, который востребован у тех, кто заинтересован в привлечении инвестиций на долгий период. Договор доверительного управления представляет собой юридическую основу работы закрытых паевых инвестиционных фондов. Есть 15 категорий фондов.
Формирование закрытого паевого инвестиционного фонда происходит под определенную инвестиционную стратегию. Количество инвестиционных паев закрытого паевого фонда заранее оговорено и ограничено. Когда происходит сбор нужного количества средств, происходит закрытие паевого инвестиционного фонда на срок от одного года до пятнадцати лет. Погашение инвестиционных паев возможно при прекращении работы фонда. Присоединение новых инвесторов происходит с согласия уже существующих участников закрытого фонда через выпуск дополнительных паев.
Согласно законодательству, когда формируется закрытый паевой инвестиционный фонд, управляющая компания должна предложить паи неограниченному количеству инвесторов. Но в действительности, обычно круг участников закрытого фонда уже известен.
Учредитель закрытого паевого инвестиционного фонда вправе передать в управление денежные средства, имущество и имущественные права, которые предусмотрены инвестиционной декларацией фонда. В зависимости от вида закрытого паевого фонда, средства пайщиков инвестируются в акции, векселя, облигации, недвижимость, ипотечные закладные. Считается, что закрытые фонды могут приносить больший доход, чем открытые или интервальные фонды.
Вопросы о смене управляющего фондом, о выплате дивидендов, о досрочном прекращении работы фонда, решаются на общем собрании пайщиков. Если пайщик не принимал участие в собрании пайщиков, и не принимал участия в голосованиях, у него есть возможность досрочного погашения пая.
Закрытый паевой инвестиционный фонд создается на какой-то конкретный срок для реализации определенного проекта.
До 2009 года была заметна тенденция того, что закрытые фонды недвижимости стали занимать лидирующие позиции. На конец декабря 2008 года насчитывалось 358 закрытых паевых инвестиционных фондов недвижимости и еще 28 фондов находились в процессе создания. Эти фонды составили 74 % от всех зарегистрированных закрытых паевых инвестиционных фондов. Рынок фондов недвижимости включает в себя строительные закрытые паевые инвестиционные фонды недвижимости, рентные и земельные фонды.